# BBÖ VT 160
Der BBÖ VT 160 war ein aus einem Lastkraftwagen umgebauter Motortriebwagen für den Expressgutverkehr der Bundesbahnen Österreich (BBÖ). Er wurde 1933 in der Hauptwerkstätte St. Pölten umgebaut und war bis 1939 in Betrieb.

## Geschichte und technische Daten
1933 wurde dieser Motortriebwagen für den Güterverkehr für die BBÖ umgebaut. Er entstand aus einem Lastkraftwagen der Automobilfabrik Perl und war für den Stückgut-Schnellverkehr auf Nebenbahnen gedacht.
Stationiert war der Triebwagen in St. Valentin. 1938 wurde das Fahrzeug von der Deutschen Reichsbahn übernommen und als Reihe 728 bezeichnet. Es fand sich jedoch kein geeignetes Einsatzgebiet mehr für den Wagen, so dass er am 22. August 1939 ausgemustert wurde.

## Fahrzeugaufbau
Der Gepäcktriebwagen war als Einrichtungswagen eingesetzt. Beim Umbau blieb das Grundkonzept des Fahrzeuges im Wesentlichen erhalten. Es konnte an den Endstationen nur auf einer Drehscheibe oder über einen am Fahrzeug angebrachten Wendestempel gedreht werden. Es bestand die Möglichkeit der Sandung des Treibrades von vorn.
Die Maschinenanlage war nach dem Vorbild des Spenderfahrzeuges nachgestaltet worden. Das Fahrzeug besaß einen Sechszylinder-Viertakt-Ottomotor mit einer Leistung von 32 kW (44 PS) bei 2.400/min. Der Motor gehörte mit 73 mm Kolbendurchmesser und 120 mm Kolbenhub zur Gattung der Langhuber.